# Boitzenburger Land
Boitzenburger Land település Németországban, azon belül Brandenburgban. Lakosainak száma 3064 fő (2023. december 31.).

## Népesség
A település népessége az elmúlt években az alábbi módon változott:
| Lakosok száma | 5251 | 4631 | 3668 | 3112 | 3110 | 3131 | 3064 |
|               | 1990 | 2000 | 2010 | 2020 | 2021 | 2022 | 2023 |